# Seznam islandskih smučarjev
Seznam islandskih smučarjev.

## A
- Elín Arnarsdóttir
- Haukur Arnórsson
- Erla Ásgeirsdóttir
- Sigríður Dröfn Auðunsdóttir

## B
- Björgvin Björgvinsson
- Kristinn Björnsson
- Sveinn Brynjólfsson

## D
- Katla Björg Dagbjartsdóttir

## E
- Freydís Halla Einarsdóttir

## F
- Magnús Finnsson
- Hólmfríður Dóra Friðgeirsdóttir

## G
- Iris Guðmundsdóttir
- María Guðmundsdóttir
- Brynjar Jökull Guðmundsson
- Arnór Gunnarsson

## H
- Ásta Halldórsdóttir
- Johann F. Haraldsson
- Erla Guðný Helgadóttir
- Daníel Hilmarsson

## I
- Arnar Geir Ísaksson

## J
- Guðmundur Jóhannsson

## K
- Einar Kristinn Kristgeirsson
- Dagný Linda Kristjánsdóttir

## L
- Nanna Leifsdóttir

## M
- Kristinn Magnusson
- Theódóra Mathiesen

## O
- Kristján Uni Óskarsson

## P
- Sindri M. Pálsson

## S
- Sturla Snær Snorrason

## T
- Sigríður Þorláksdóttir
- Brynja Þorsteinsdóttir

## V
- Kristinn Ingi Valsson
- Helga María Vilhjálmsdóttir